# کاباکای بوگاندا

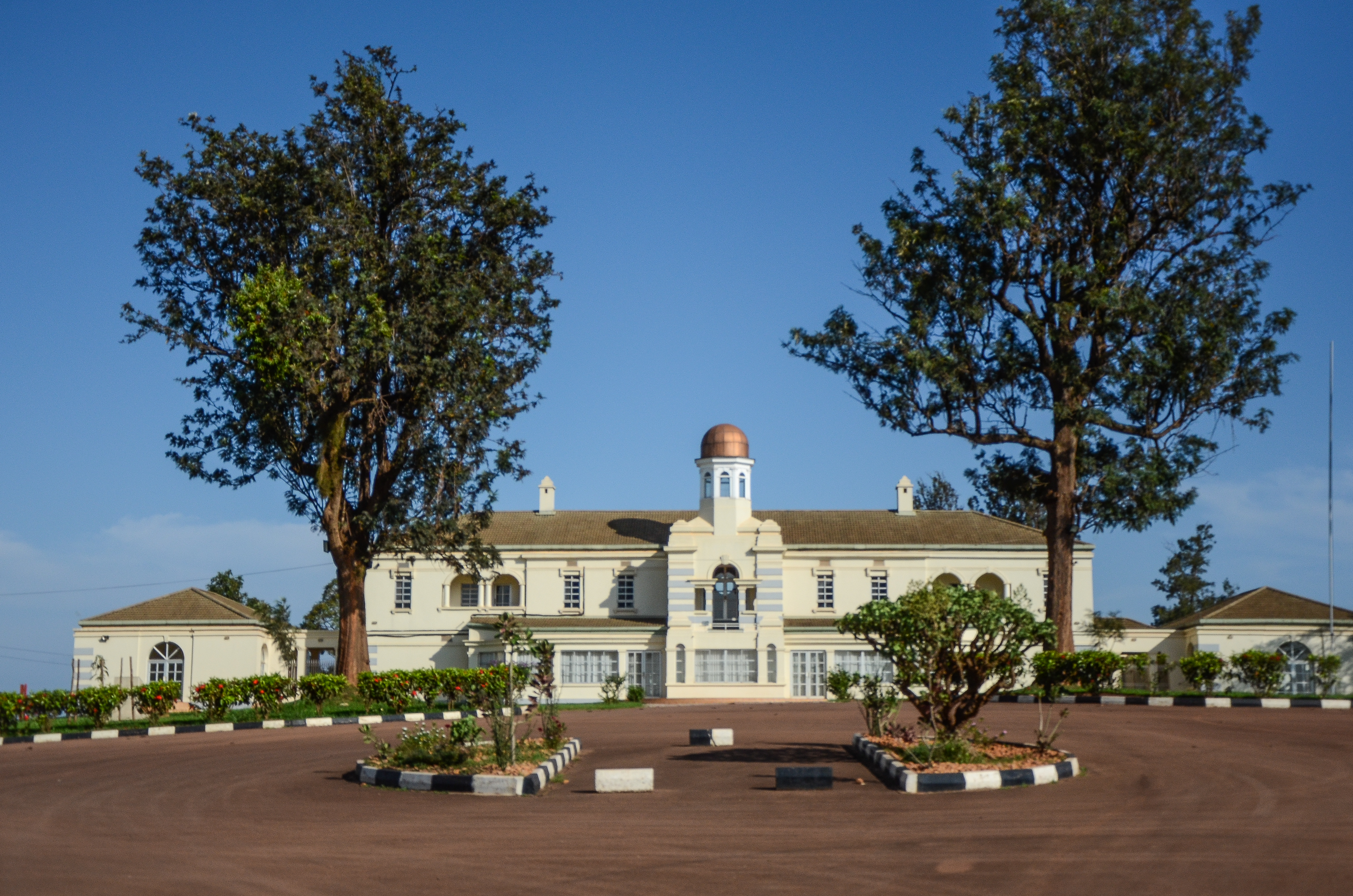
کاخ کاباکا در کامپالا

کاباکا عنوان شاه در پادشاهی بوگانداست. برپایهٔ سنن باگاندا، ایشان دو شاه دارند، یکی برای امور مذهبی و روحانی و دیگری برای امور دیگر.